# Leowigild
Leowigild – imię męskie pochodzenia germańskiego, oznaczające "czujnego lwa".
Znane osoby o tym imieniu:
- Leowigild – władca Wizygotów
- św. Leowigild – ksiądz, męczennik w Kordobie w 852 roku (gdy rządził nią Abd al-Rahman II), wspominany razem ze św. Krzysztofem
- Leo Brouwer, właśc. Juan Leovigildo Brouwer Mezquida (ur. 1939) – kubański kompozytor, gitarzysta, dyrygent

Leowigild imieniny obchodzi 20 sierpnia.